# Phymatoceros phymatodes
Phymatoceros phymatodes là một loài rêu trong họ Anthocerotaceae. Loài này được M. Howe R. J. Duff, J. C. Villarreal, D. Cargill & Renzaglia mô tả khoa học đầu tiên năm 2007.